# Symphonie no 100 de Joseph Haydn
« Militaire »

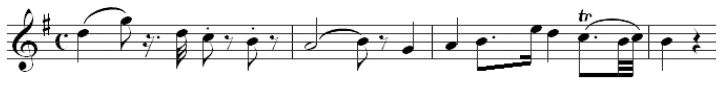
Thème d'ouverture de la Symphonie n° 100 de J. Haydn

La Symphonie no 100 en sol majeur, Hob. I: 100, dite « Militaire » de Joseph Haydn a été composée en 1793 lors de son deuxième voyage à Londres. La création eut lieu à Londres le 31 mars 1794. Elle doit son surnom à l'intervention, dans le deuxième mouvement (et dans la coda du finale), des percussions "turques" (triangle, cymbales, grosse caisse) qui renforcent le rythme martial de ce mouvement.
La forme de cette symphonie est celle de la symphonie classique en quatre mouvements.
1. Adagio - Allegro, à
2. Allegretto, à , en do majeur
3. Menuetto: Moderato, à
4. Presto, à

Durée approximative : 25 minutes.

## Effectif musical
L'orchestre est composé de :
- 2 flûtes
- 2 hautbois
- 2 clarinettes
- 2 bassons
- 2 cors
- 2 trompettes
- timbales
- Batterie : Triangle, Cymbales, Grosse caisse
- les cordes : Violons I et II, Altos, Violoncelles et Contrebasses.

Lors de la création Joseph Haydn dirige l'orchestre au pianoforte.